# Diaconisia ochraceorufa
Diaconisia ochraceorufa är en fjärilsart som beskrevs av Rothschild 1913. Diaconisia ochraceorufa ingår i släktet Diaconisia och familjen björnspinnare. Inga underarter finns listade i Catalogue of Life.